# Euchirella truncata
Euchirella truncata is een eenoogkreeftjessoort uit de familie van de Aetideidae. De wetenschappelijke naam van de soort is voor het eerst geldig gepubliceerd in 1911 door Esterly.